# Gingerol
Gingerol, é o nome genérico dado a vários compostos, cujo representante principal é o 6-gingerol, encontrados no gengibre fresco (Zingiber officinale). Quimicamente, pertence à classe de compostos fenólicos, bem como a capsaicina e da piperina, substâncias que dão à pimenta e à pimenta do reino seus respectivos temperos. É normalmente encontrado como um óleo amarelo pungente, mas também pode formar um sólido cristalino de baixo ponto de fusão. 
Quando o gengibre é cozido, os gingeróis participam de uma reação aldólica reversa e se transformam zinzeronas, que são menos pungentes e tem um aroma doce-picante. Quando o gengibre é seco ou levemente aquecido, o gingerol sofre uma reação de desidratação, formando shogaols,, que são duas vezes mais pungentes que o gingerol. Isso explica por que o gengibre seco é mais picante do que o gengibre fresco.
Apesar do rizoma de gengibre ser a principal fonte de gingeróis, como o 6-gingerol, 8-gingerol, 10-gingerol e 12-gingerol, coletivamente considerados gingeróis, outras espécies da família Zingiberaceae produzem tal substância. Gingerol também foi isolado de raízes de Lycianthes marlipoensis (Solanaceae), e reportado em sementes de Trigonella foenum-graecum (Leguminosae).[5]

## História
O 6-gingerol foi primeiramente isolado à temperatura ambiente em 1879, de rizomas de gengibre. Antes disso, as propriedades medicinais do composto foram exploradas em diversas culturas, por meio da utilização variada do gengibre. [5] 
Possivelmente originário da China ou da Índia, o gengibre possui um histórico de utilizações impreciso, devido a demasiada utilização nas regiões tropicais da Ásia como alimento e erva medicinal. O nome científico, Zingiber officinale, foi atribuído pelo botânico Willian Roscoe, sendo a palavra grega "Zingiberis”, referente ao formato do rizoma, que se assemelha a “chifres de veado”, e o termo “Officinale”, às propriedades medicinais da planta. [5] 
Na Grécia, era comum o consumo de pão com gengibre para evitar náuseas após festas. Foi apenas no século XIII, porém, que a planta foi introduzida em outros países europeus por Marco Polo, devido a suas expedições à China e Sumatra. Durante o mesmo período, os povos árabes espalharam a utilização do gengibre pelo norte da África, e, no século XVI, os portugueses a introduziram no oeste do continente africano. Por fim, durante expedições à região, os espanhóis introduziram o rizoma aos povos nativos da América Central. [5] 
Atualmente, infusões contendo gengibre são utilizadas em países como Burma, Colombia, Índia, Nepal e China para o tratamento de tosses, gripes e resfriados. No Congo, a mistura de gengibre e suco de manga é considerado uma panacea (remédio para a cura de tudo), enquanto na Indonésia, a mistura de gengibre, limão e sal preto é usado para o combate de náusea. Japoneses também utilizam o rizoma para melhorar a circulação sanguínea e peruanos tomam infusões para reduzir dores estomacais. Na medicina tradicional ayuveda, chinesa, arábica e africana, a planta é usada para tratar dores de cabeça, náuseas, artrites, reumatismo, desconforto muscular e inflamações.

## Efeitos fisiológicos
Não há um consenso em relação à como o gingerol é metabolizado no organismo, porém, estudos indicam que os gingeróis se acumulam no trato gastrointestinal e podem ser metabolizados no fígado em glicuronídeos. 
O gingerol modula diversas células para sinalização de prevenção e tratamento de câncer e doenças crônicas, como doenças cardiovasculares, diabetes e distúrbios gastrointestinais.  Alguns alvos moleculares do gingerol são proteínas quinases, fatores de transcrição, sistemas de apoptose e anti-apoptose, fatores de crescimento entre outros. Por ter efeitos anti-plaquetários, o gingerol também evita doenças nas artérias coronárias do coração, principal causa de infarto. 
6-Gingerol administrado por injeção intraperitoneal tem sido usado para induzir um estado hipotérmico em ratos. 
Gingerol parece ser eficaz em um modelo animal de artrite reumatóide. 
Gingerol e seus análogos têm um perfil de toxicidade favorável, mas são citotóxicos, em relação a uma série de linhas de células cancerígenas, incluindo câncer de sangue e câncer de pulmão. 

## Efeitos Anti-inflamatórios
Na Medicina Tradicional Chinesa, o gingerol é utilizado no tratamento de dores de cabeça, náuseas, gripes e febres. A utilização anti-inflamátoria pode ser devida a inibição da atividade COX-1 e COX-2 in vitro, promovida pelo 6-gingerol. Além disso, extratos de gengibre foram capazes, in vitro, de inibir a produção de PGE2, o que pode sugerir um efeito sinergético entre os gingeróis e outros componentes do extrato, como Shogaols. [3] 
O gingerol também tem ação contra a asma, uma vez que diminui o recrutamento de eosinófilos nos pulmões, através da supressão da resposta Th2. Além disso, a inibição da COX-2 ocasiona, posteriormente, a inibição da síntese de prostaglandina e leucotrieno, dessa forma, combate o processo inflamatório presente na asma.   
Gingerol parece ser eficaz em um modelo animal de artrite reumatoide. Ao se comparar os efeitos do gingerol com os de proteínas ligantes do receptores TNF (usadas para inibir a citotoxicidade mediada por TNF em tratamentos de artrite reumatóide), observou-se que o composto extraído do gengibre foi mais eficiente na prevenção e no tratamento da doença em ratos. Entretanto, extratos de gengibre foram mais eficientes do que o gingerol puro em impedir a destruição da articulação que acompanha o processo inflamatório. [4] 
Em ratos saudáveis, a injeção intraperitoneal de 6-gingerol induziu rapidamente um estado hipotérmico. Devido à velocidade da diminuição da temperatura e da taxa metabólica, é possível que a substância atue em terminações eferentes, causando modificações em atividades termorregulatórias hipotalâmicas e induzindo hipotermia.  A ingestão oral de gengibre, no entanto, não ocasionou mudanças na temperatura corporal dos ratos, o que pode indicar a presença de compostos no rizoma que antagonizam a ação do 6-gingerol. [3] 

## Efeitos anti-tumorais
No câncer o gingerol atua inibindo a proliferação e induzindo a apoptose de células defeituosas, impedindo a progressão de câncer de diversos tipos. Gingerol foi investigado in vitro por seu efeito em tumores cancerosos do intestino,  tecido mamário,  ovários,  e pâncreas,  com resultados positivos. Às vezes, o produto é usado para desmanchar cavalos, uma prática que é vista no mundo das exposições de cavalos e que é ilegal em algumas, mas não em todas disciplinas.
Gingerol e seus análogos são citotóxicos em relação a uma série de linhas de células cancerígenas, incluindo câncer de sangue e câncer de pulmão. 

## Efeitos antioxidantes
Espécies reativas de oxigênio (ROS) são produzidas normalmente no metabolismo celular ou por estimulo exógeno. Quando não são propriamente removidas por enzimas endógenas ou substâncias provindas da dieta, podem atacar eletrofilicamente proteínas, DNA e lipídios, ocasionando lesões teciduais. Essas espécies estão, portanto, ligadas a males como aterosclerose, doenças neurodegenerativas e câncer. 
As propriedades antioxidantes dos componentes do gengibre foram exploradas em vários sistemas in vivo e in vitro. 6-Gingerol, 8- Gingerol, 10- Gingerol  e 6-shogal apresentaram atividade principalmente contra 1,1-difenil-2-picrilidrazil, radical DPPH, radicais superóxidos e radicais hidroxil.  
Foi demonstrado que a inibição de ROS promovida pelo 6-gingerol é dose dependente. O composto extraído do gengibre também inibiu a produção de óxido nítrico (NO) e reduziu a produção de iNOS em macrófagos estimulados por lipopolissacarídeo.  

## Biossíntese
Os primeiros estudos feitos para elucidar a biossíntese de gingerol, propuseram que o composto era derivado de intermediários da via fenilpropanóide, que são condensados com outras moléculas, derivadas da via de síntese de acetatos e ácidos graxos. Com base nesses resultados, duas vias relacionadas de síntese são propostas para os gingeróis com base nesses primeiros estudos. 
Tanto o gengibre (Zingiber officinale) quanto a cúrcuma (Curcuma longa) foram suspeitos de utilizar a via fenilpropanóide e produzir supostos produtos de policetídeo sintase tipo III baseados na pesquisa da biossíntese de 6-gingerol por Denniff e Whiting em 1976  e pela pesquisa de Schröder em 1997. [15] 6-Gingerol é o principal gingerol em rizomas de gengibre e possui algumas atividades farmacológicas interessantes, como efeito analgésico. Enquanto a biossíntese do 6-gingerol não está completamente elucidada, as vias plausíveis são apresentadas aqui.
Via alternativa proposta:

Esquema 1

Na via biossintética proposta, o Esquema 1, L-Phe (1) é usado como material de partida. É convertido em ácido cinâmico (2) via fenilalanina amônia liase (PAL). Em seguida, é transformado em ácido p-cumárico (3) com o uso de cinamato 4-hidroxilase (C4H). 4-cumarato: A CoA ligase (4CL) é então usada para obter p-Coumaroil-CoA (5). P-Coumaroyl shikimate transferase (CST) é a enzima responsável pela ligação do ácido chiquímico e p-Coumaroil-CoA. O complexado (5) é então oxidado selectivamente em C3 por p-coumaroil 5-O-shikimato 3'-hidroxilase (CS3'H) em álcool. Com outra ação da CST, o chiquimato é separado deste intermediário, produzindo Caffeoyl-CoA (7). Para obter o padrão de substituição desejado no anel aromático, a cafeoil-CoA O-metiltransferase (CCOMT) converte o grupo hidroxila em C3 em metoxi, como visto em Feruloyl-CoA (8). Até essa etapa, de acordo com Ramirez-Ahumada et al., As atividades enzimáticas são muito ativas. [16] Especula-se que algumas policetidas sintases (PKS) e redutases estão envolvidas na síntese final de 6-Gingerol.

Esquema 2

Porque não está claro se a adição do grupo metoxi é realizada antes ou depois da etapa de condensação da sintase de policetídeo, a via alternativa é mostrada no Esquema 2, onde o grupo metoxi é introduzido após a atividade da PKS. Nesta via alternativa, as enzimas envolvidas provavelmente são as hidroxilases do citocromo p450 e as O-metiltransferases dependentes de S-adenosil-L-metionina (OMT). Existem tr ês possibilidades para o passo de redução pela Redutase: diretamente após a atividade da PKS, após a atividade da PKS e da Hidroxilase, ou no final após a atividade da PKS, Hidroxilase e OMT.